# Carpinus turczaninowii
Carpinus turczaninowii là một loài thực vật có hoa trong họ Betulaceae. Loài này được Hance mô tả khoa học đầu tiên năm 1869.

## Hình ảnh

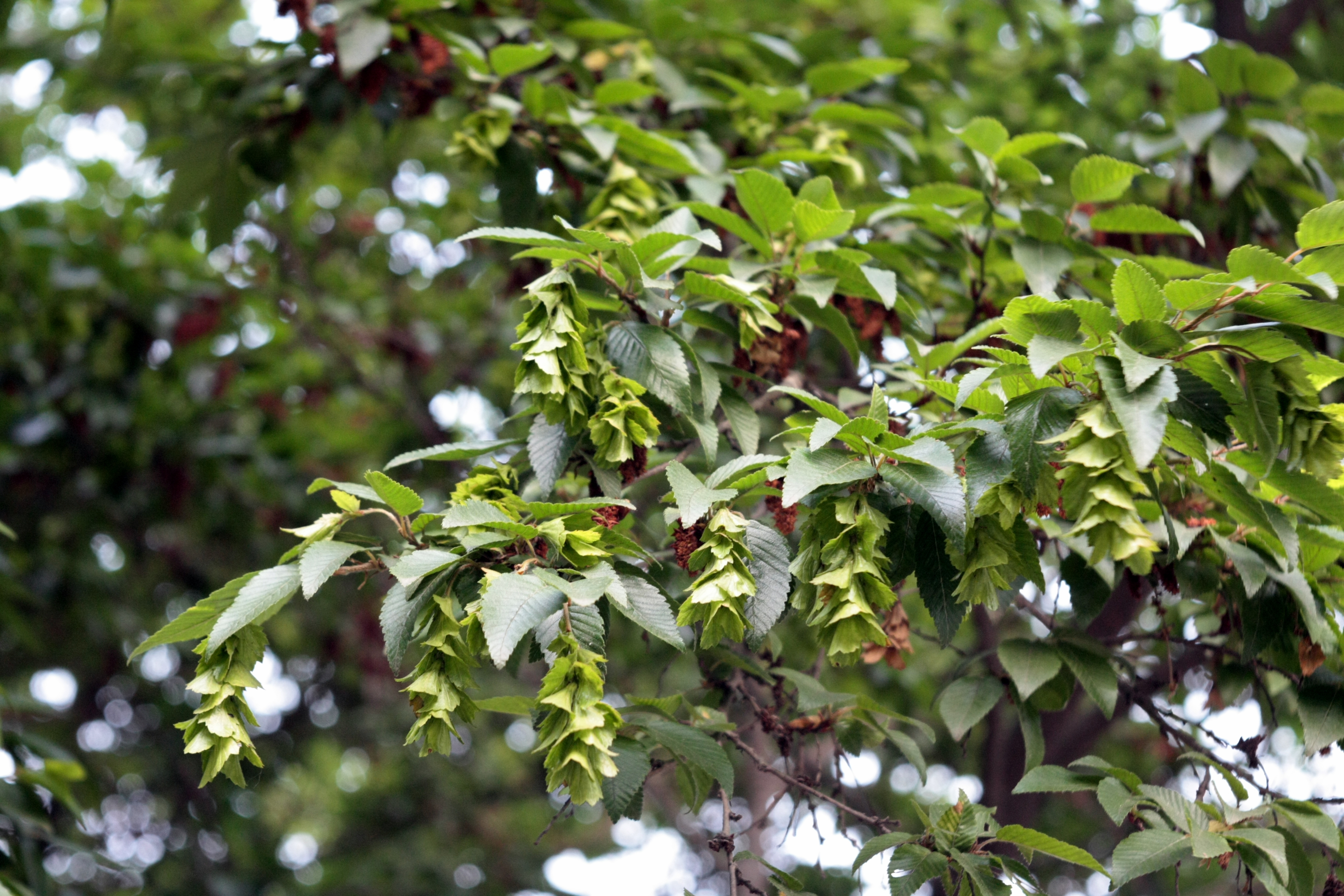
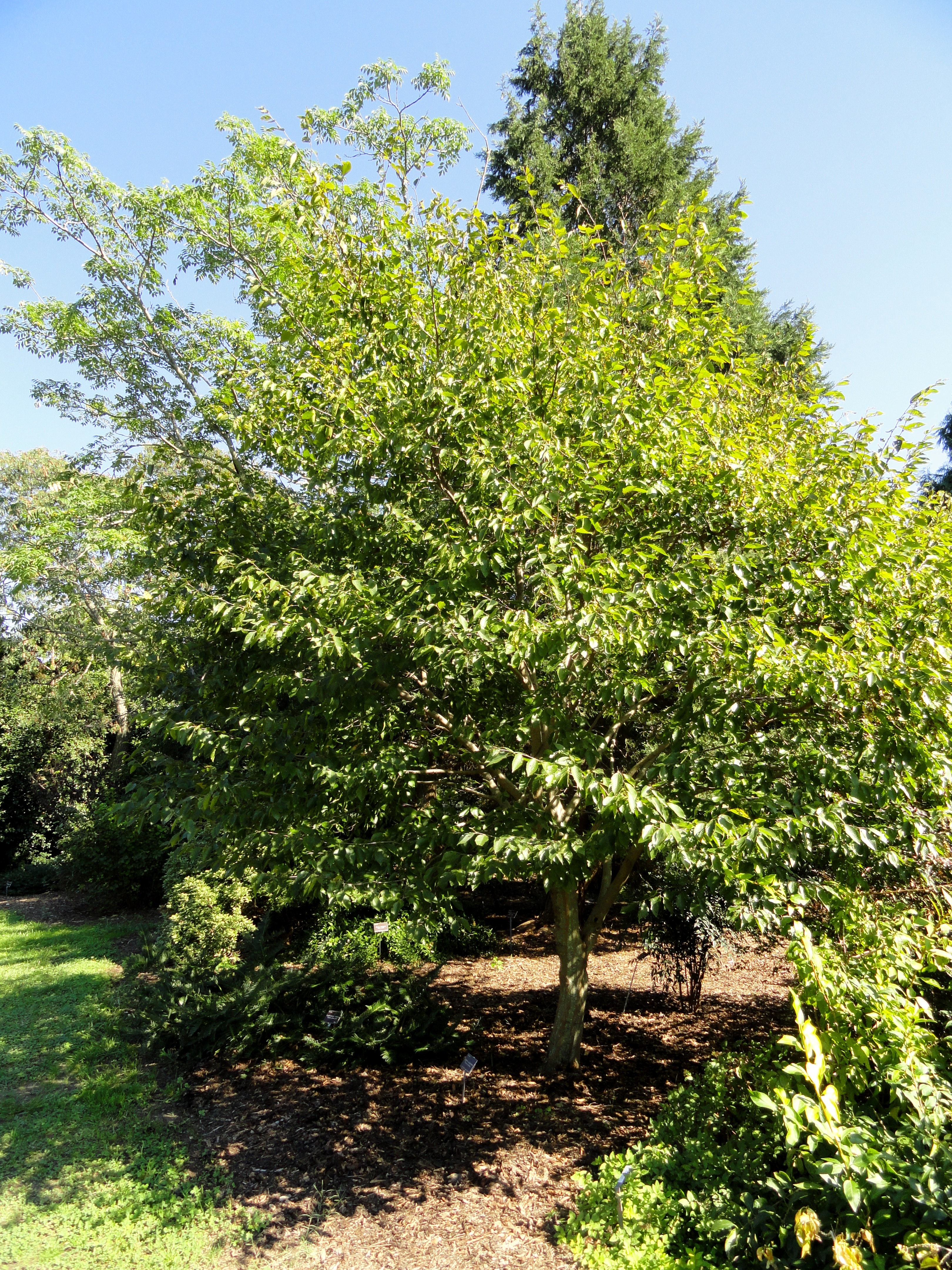
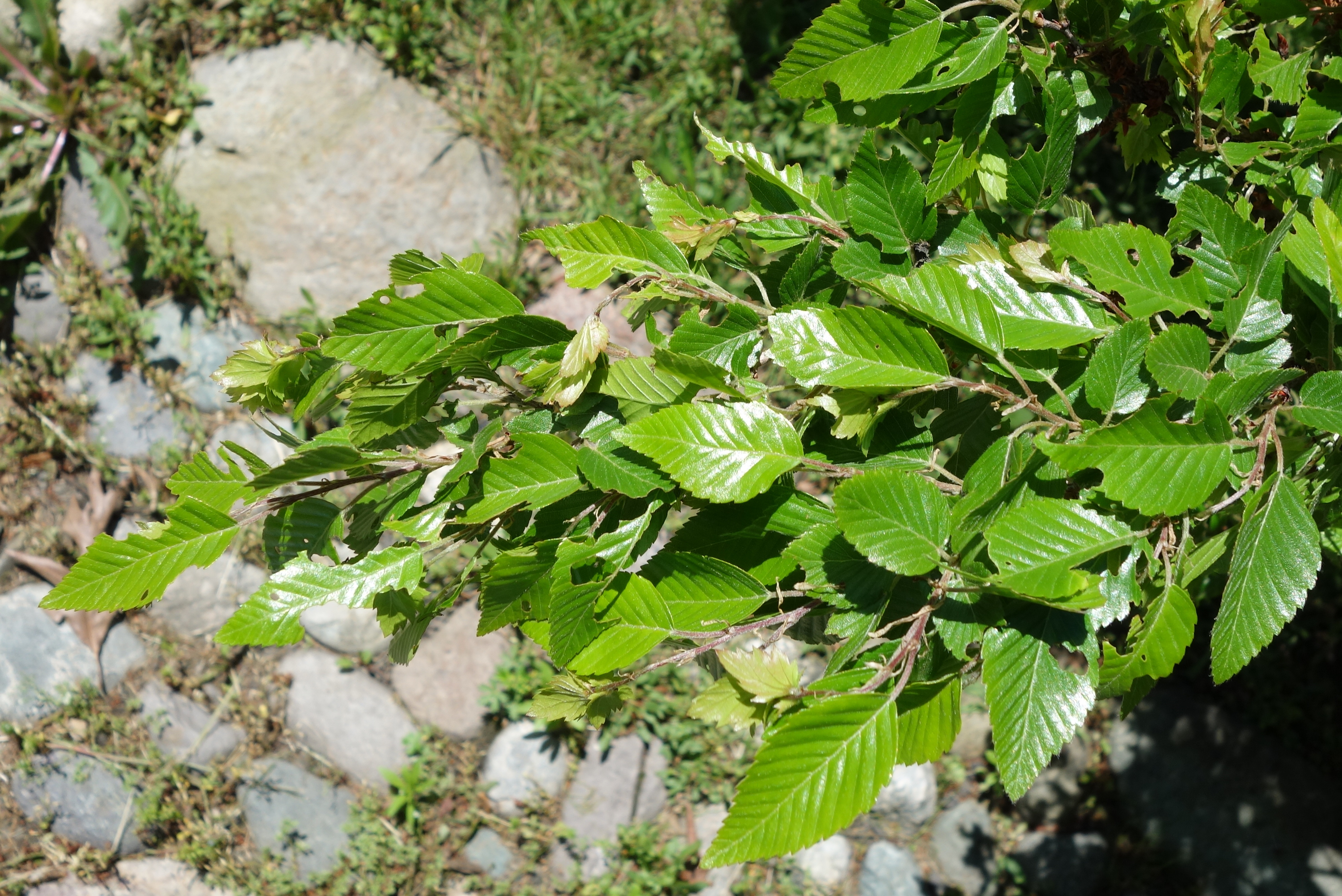
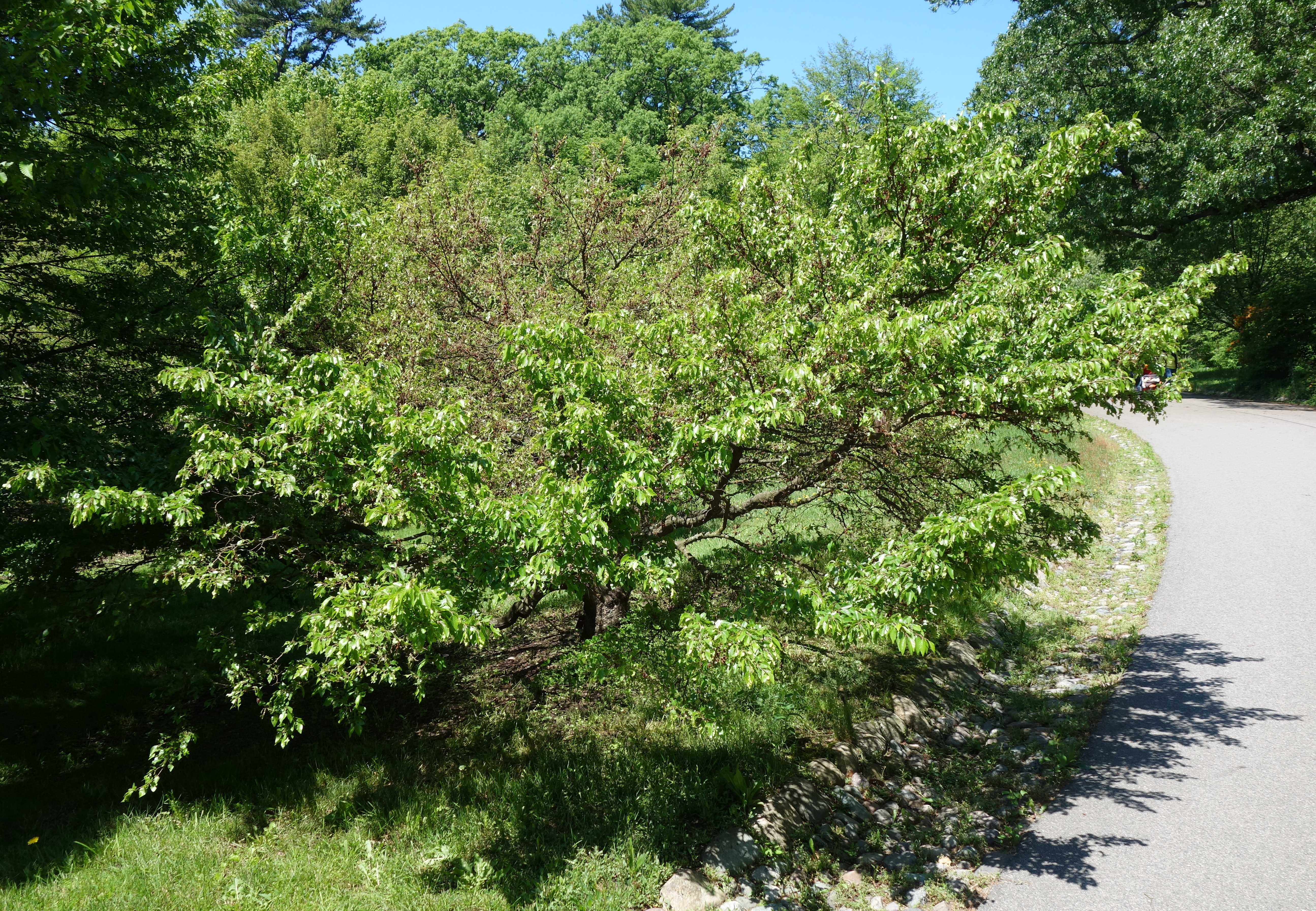